# Ronald Spence
Ronald John Spence (ur. 20 lipca 1945 w Durbanie) – rodezyjski hokeista na trawie, olimpijczyk.
Uczestnik Letnich Igrzysk Olimpijskich 1964, na których reprezentował Rodezję Południową (późniejsze Zimbabwe) w zawodach hokeja na trawie. Zagrał w czterech z sześciu spotkań fazy grupowej. Były to kolejno mecze przeciwko reprezentacjom: Kenii (0–0), Pakistanu (0–6), Japonii (1–2) i Nowej Zelandii (2–1). W trzech spotkaniach zagrał jako prawoskrzydłowy, jedynie przeciwko Nowej Zelandii wystąpił na pozycji prawego łącznika. W rywalizacji z Japonią zdobył swojego jedynego gola w turnieju. Drużyna Rodezji zajęła 6. miejsce w grupie, a w końcowym zestawieniu 11. pozycję ex aequo z Belgią (na 15 startujących reprezentacji).